# بازی‌های پاسیفیک
بازی‌های پاسیفیک (انگلیسی: Pacific Games) یک رویداد چندورزشی است که در منطقه اقیانوسیه برگزار می‌شود.
این بازی‌ها که اولین بار در سال ۱۹۶۳ در شهر سووا، فیجی برگزار شده است هر چهار سال یک‌بار تاکنون برگزار می‌شود.

## بازی‌ها
| سال  | بازی‌ها | شهر         | کشور             | تاریخ                 | ورزشکاران | کشورها | ورزش‌ها | بهترین عملکرد    |
| ---- | ------ | ----------- | ---------------- | --------------------- | --------- | ------ | ------ | ---------------- |
| ۱۹۶۳ | I      | سووا        | فیجی             | ۲۹ آگوست – ۸ سپتامبر  | ۷۰۰       | ۱۳     | ۱۰     | فیجی             |
| ۱۹۶۶ | II     | نومئا       | کالدونیای جدید   | ۸–۱۸ دسامبر           | ۱۲۰۰      | ۱۴     | ۱۲     | کالدونیای جدید   |
| ۱۹۶۹ | III    | پورت مورسبی | Papua New Guinea | ۱۳–۲۳ آگوست           | ۱۱۵۰      | ۱۲     | ۱۵     | کالدونیای جدید   |
| ۱۹۷۱ | IV     | پاپیته      | پلی‌نزی فرانسه    | ۲۵ آگوست – ۵ سپتامبر  | ۲۰۰۰      | ۱۴     | ۱۷     | کالدونیای جدید   |
| ۱۹۷۵ | V      | تامون       | گوآم             | ۱–۱۰ آگوست            | ۱۲۰۵      | ۱۳     | ۱۶     | کالدونیای جدید   |
| ۱۹۷۹ | VI     | سووا        | فیجی             | ۲۸ آگوست – ۸ سپتامبر  | ۲۶۷۲      | ۱۹     | ۱۸     | کالدونیای جدید   |
| ۱۹۸۳ | VII    | آپیا        | ساموآ            | ۵–۱۶ سپتامبر          | ۲۵۰۰      | ۱۹     | ۱۴     | کالدونیای جدید   |
| ۱۹۸۷ | VIII   | نومئا       | کالدونیای جدید   | ۸–۲۰ دسامبر           | ۱۶۵۰      | ۱۲     | ۱۸     | کالدونیای جدید   |
| ۱۹۹۱ | IX     | پورت مورسبی | پاپوآ گینه نو    | ۷–۲۱ سپتامبر          | ۲۰۰۰      | ۱۶     | ۱۷     | پاپوآ گینه نو    |
| ۱۹۹۵ | X      | پاپیته      | / پلی‌نزی فرانسه  | ۲۵ آگوست – ۵ سپتامبر  | ۲۰۰۰      | ۱۲     | ۲۵     | کالدونیای جدید   |
| ۱۹۹۹ | XI     | سانتا ریتا  | گوآم             | ۲۹ مه – ۱۲ ژوئن       | 3000+     | ۲۱     | ۲۲     | کالدونیای جدید   |
| ۲۰۰۳ | XII    | سووا        | فیجی             | ۲۸ ژوئن – ۱۲ ژوئیه    | ۵۰۰۰      | ۲۲     | ۳۲     | کالدونیای جدید   |
| ۲۰۰۷ | XIII   | آپیا        | ساموآ            | ۲۵ آگوست – ۸ سپتامبر  | ۵۰۰۰      | ۲۲     | ۳۳     | / کالدونیای جدید |
| ۲۰۱۱ | XIV    | نومئا       | کالدونیای جدید   | ۲۷ آگوست – ۱۰ سپتامبر | ۴۳۰۰      | ۲۲     | ۲۸     | کالدونیای جدید   |
| ۲۰۱۵ | XV     | پورت مورسبی | پاپوآ گینه نو    | ۴–۱۸ ژوئیه            | ۳۷۰۰      | ۲۴     | ۲۸     | پاپوآ گینه نو    |
| ۲۰۱۹ | XVI    | نوکوآلوفا   | تونگا            |                       |           |        |        |                  |

## جدول مدال‌ها
| Pacific Games medal count | Pacific Games medal count    | Pacific Games medal count | Pacific Games medal count | Pacific Games medal count |       |
| ------------------------- | ---------------------------- | ------------------------- | ------------------------- | ------------------------- | ----- |
| رتبه                      | کشور                         | Gold                      | Silver                    | Bronze                    | مجموع |
| 1                         | کالدونیای جدید               | ۸۳۸                       | ۶۷۳                       | ۵۸۵                       | ۲۰۹۶  |
| 2                         | / پلی‌نزی فرانسه              | ۴۸۵                       | ۴۱۳                       | ۴۳۸                       | ۱۳۳۶  |
| 3                         | پاپوآ گینه نو                | ۴۳۲                       | ۳۹۹                       | ۴۰۴                       | ۱۲۳۵  |
| 4                         | فیجی                         | ۴۱۹                       | ۵۰۶                       | ۴۳۰                       | ۱۳۵۵  |
| 5                         | ساموآ (شامل ساموآ غربی)      | ۱۸۴                       | ۱۵۲                       | ۱۵۷                       | ۴۹۳   |
| 6                         | نائورو                       | ۸۱                        | ۵۱                        | ۳۰                        | ۱۶۲   |
| 7                         | گوآم                         | ۶۲                        | ۹۱                        | ۱۲۲                       | ۲۷۵   |
| 8                         | تونگا                        | ۴۵                        | ۵۵                        | ۸۲                        | ۱۸۲   |
| 9                         | ساموآی آمریکا                | ۴۴                        | ۴۳                        | ۷۴                        | ۱۶۱   |
| 10                        | جزایر کوک                    | ۲۵                        | ۴۳                        | ۵۶                        | ۱۲۴   |
| 11                        | والیس و فوتونا               | ۲۳                        | ۳۶                        | ۷۶                        | ۱۳۵   |
| 12                        | جزایر سلیمان                 | ۱۷                        | ۴۸                        | ۸۷                        | ۱۵۲   |
| 13                        | استرالیا                     | ۱۶                        | ۱۹                        | ۱۱                        | ۴۶    |
| 14                        | ایالات فدرال میکرونزی        | ۱۶                        | ۱۶                        | ۱۱                        | ۴۳    |
| 15                        | وانواتو (شامل New Hebrides)  | ۱۴                        | ۴۱                        | ۶۵                        | ۱۲۰   |
| 16                        | پالائو                       | ۹                         | ۱۴                        | ۱۰                        | ۳۳    |
| 17                        | جزیره نورفک                  | ۵                         | ۱۳                        | ۱۷                        | ۳۵    |
| 18                        | کیریباتی (شامل جزایر گیلبرت) | ۵                         | ۱۱                        | ۲۰                        | ۳۶    |
| 19                        | جزایر ماریانای شمالی         | ۴                         | ۱۲                        | ۱۲                        | ۲۸    |
| 20                        | توکلائو                      | ۳                         | ۲                         | ۱                         | ۶     |
| 21                        | نیوزیلند                     | ۱                         | ۹                         | ۱۰                        | ۲۰    |
| 22                        | تووالو (شامل جزایر الیکا)    | ۱                         | ۱                         | ۴                         | ۶     |
| 23                        | جزایر مارشال                 | -                         | ۳                         | ۱۱                        | ۱۴    |
| 24                        | نیووی                        | -                         | ۲                         | ۷                         | ۹     |